# ألبرتو سان خوان
ألبرتو سان خوان (بالإسبانية: Alberto San Juan)‏ هو كاتب مسرحي وسياسي وموسيقي ومخرج وممثل إسباني، ولد في 1 نوفمبر 1968 بمدريد في إسبانيا.

## أعمال

### أفلام
- (2016) ملكة إسبانيا

## وصلات خارجية
- ألبرتو سان خوان على موقع IMDb (الإنجليزية)
- ألبرتو سان خوان على موقع ميوزك برينز (الإنجليزية)
- ألبرتو سان خوان على موقع تيرنر كلاسيك موفيز (الإنجليزية)
- ألبرتو سان خوان على موقع أول موفي (الإنجليزية)
- ألبرتو سان خوان على موقع ديسكوغز (الإنجليزية)
- ألبرتو سان خوان على موقع قاعدة بيانات الفيلم (الإنجليزية)